# Powiat Knittelfeld
Powiat Knittelfeld (niem. Bezirk Knittelfeld) – dawny powiat w Austrii, w kraju związkowym Styria. Siedziba znajdowała się w Knittelfeld.
W 2012 roku powiat został zlikwidowany i wraz z powiatem Judenburg wszedł w skład nowo utworzonego powiatu Murtal.

## Geografia
Powiat leżał w Alpach Centralnych - na południowym wschodzie w Alpach Lavanttalskich (Stub i Glein) i na północy w Niskich Taurach (Taury Seckawskie).
Największą rzeką była Mura.
Powiat graniczył z powiatami: na północy i północnym wschodzie Leoben, na wschodzie Graz-Umgebung, na południowym wschodzie Voitsberg, na południu i zachodzie Judenburg.

## Demografia
| Rok  | Liczba mieszkańców |
| ---- | ------------------ |
| 1981 | 30 108             |
| 1991 | 29 526             |
| 2001 | 29 661             |

## Miasta i gminy
Powiat podzielony jest na 14 gmin, wliczając w to jedno miasto i 2 gminy targowe.
| Miasta 1. Knittelfeld Gminy targowe 1. Seckau 2. Spielberg | Gminy 1. Apfelberg 2. Feistritz bei Knittelfeld 3. Flatschach 4. Gaal 5. Großlobming 6. Kleinlobming 7. Kobenz 8. Rachau 9. Sankt Lorenzen bei Knittelfeld 10. Sankt Marein bei Knittelfeld 11. Sankt Margarethen bei Knittelfeld |

## Transport
Przez powiat przebiegała droga ekspresowa S36 (Murtal Schnellstraße), droga krajowa B77 (Gaberl Straße) oraz linia kolejowa Wiedeń-Klagenfurt am Wörthersee.